# Dezadeash River
Der Dezadeash River ist der linke Quellfluss des Alsek River im kanadischen Yukon-Territorium.

## Flusslauf
Der Dezadeash River entwässert den Dezadeash Lake an dessen nordöstlichen Seeende. Er durchfließt den schmalen Six Mile Lake und setzt seinen Kurs nach Nordosten fort. Nach etwa 40 km wendet er sich nach Westen. Der Yukon Highway 1 (Alaska Highway) verläuft nun unweit seines rechten Flussufers. Er nimmt die Nebenflüsse Aishihik River und Kathleen River auf und passiert den Ort Haines Junction. Bei Flusskilometer 28 bei Haines Junction kreuzt der Haines Highway (Yukon Highway 3) den Flusslauf. Nach ungefähr 150 km trifft der Dezadeash River auf den von Westen kommenden Kaskawulsh River, mit welchem er sich zum Alsek River vereinigt. Im Oberlauf, oberhalb der Einmündung des Kathleen River, weist der Dezadeash River zahlreiche enge Flussschlingen und Altarme auf.

## Hydrometrie
Am Pegel 08AA003 (⊙) bei Haines Junction beträgt der mittlere Abfluss (MQ) 44,5 m³/s. Im Juni führt der Dezadeash River den größten mittleren monatlichen Abfluss mit 97,6 m³/s, im März den geringsten mit 17,6 m³/s.

## Freizeitmöglichkeiten
Der Dezadeash River ist ein beliebtes Gewässer für Kanutouren. Die Touren beginnen üblicherweise am Westufer des Dezadeash Lake, an welchem der Yukon Highway 3 entlang führt. Nach Überqueren des Sees führen die Touren flussabwärts bis nach Haines Junction.